# Pachycereussläktet
Pachycereussläktet (Pachycereus) är ett suckulent växtsläkte inom familjen kaktusväxter med 12 arter. De förekommer naturligt från sydvästra USA och söderut till Guatemala.

## Beskrivning
Pachycereussläktet består av enstammiga träd eller beståndsbildande buskar med många stammar. Stammarna är täckta av filtlika areoler längs åsarna, och hos vissa arter är hela stammen täckt med filt, särskilt mycket upptill i toppen. I varje areol finns ett antal radiära taggar, och centrala taggar, som kan bli upp till tio centimeter långa hos de mer storväxta artrena. Blommorna är gulvita till röda, tratt-, klock- eller rörformade med något framträdande ståndare och uppträder först i form av filtiga knoppar vid stammens topp.

## Förekomst
Pachycereussläktet kommer ursprungligen från halvökenområden i USA och Mexiko.

## Odling
Pachycereussläktet trivs bra i stark sol och behöver en vädränerad, sandig humusjord. En del arter är mer frosttåliga än andra i släktet. De bör vintervila mycket torrt om rotröta ska undvikas. Förökas enklast med frö, då sidoskott är sällsynt. Vissa arter får åslika sidoskott som går att ympa på andra stammar.